# Ella Rhoads Higginson
Ella Rhoads Higginson (ur. 1862, zm. 27 grudnia 1940 w Bellingham) – poetka amerykańska.

## Życiorys
Ella Rhoads Higginson urodziła się prawdopodobnie w 1862, choć niektóre źródła podają datę 1861. Jej rodzicami byli Charles (1821-1881) i Mary (1826-1898) Rhoadsowie. Była najmłodsza z szóstki rodzeństwa, z których tylko dwoje, starsi brat i siostra, dożyło chwili pojawienia się jej na świecie. Jej edukacja szkolna była bardzo skromna, nawet jak na tamte czasy. W 1885 poślubiła Russella C. Higginsona (1852-1909), farmaceutę z zawodu. Małżonkowie zamieszkali w Portland. Na początku wieku pisarka odbyła cztery podróże na Alaskę, co zaowocowało książką podróżniczą Alaska: The Great Country. W 1931 autorka otrzymała tytuł poetki-laureatki stanu Waszyngton.

## Twórczość
Wydała cztery tomiki poetyckie, w tym When the Birds Go North Again (1898), The Voice of April-Land, and Other Poems (1903) i The Vanishing Race, and Other Poems. Jest autorką około trzystu wierszy. Do jej najbardziej znanych wierszy należą Four-Leaf Clover, Dawn, Eve, The Opal Sea i The Statue. Najpopularniejszy z nich, Four-Leaf Clover, został po raz pierwszy opublikowany w West Shore Magazine w 1890. Poetka pisała między innymi sonety. Oprócz tego wydała jedną powieść Mariella of Out West i tomy opowiadań The Flower that Grew in the Sand (1896) i A Forest Orchid: And Other Stories (1897).